# فرد بارنز
فرد بارنز (بالإنجليزية: Fred Barnes)‏ هو كاتب سير وصحفي أمريكي، ولد في 1 فبراير 1943 في فرجينيا في الولايات المتحدة.

## وصلات خارجية
- فرد بارنز على موقع IMDb (الإنجليزية)
- فرد بارنز على موقع الموسوعة البريطانية (الإنجليزية)
- فرد بارنز على موقع إن إن دي بي (الإنجليزية)
- فرد بارنز على موقع قاعدة بيانات الفيلم (الإنجليزية)